# Говернадор-Селсу-Рамус
Говернадор-Селсу-Рамус (порт. Governador Celso Ramos)  —  муниципалитет в Бразилии, входит в штат Санта-Катарина. Составная часть мезорегиона Гранди-Флорианополис. Входит в экономико-статистический  микрорегион Флорианополис. Население составляет 13 053 человека на 2006 год. Занимает площадь 93,061 км². Плотность населения — 140,3 чел./км².

## История
Город основан 6 ноября 1963 года. 

## Статистика
- Валовой внутренний продукт на 2003 составляет 37.186.984,00 реалов (данные: Бразильский институт географии и статистики).
- Валовой внутренний продукт на душу населения на 2003 составляет 3.002,34 реалов (данные: Бразильский институт географии и статистики).
- Индекс развития человеческого потенциала на 2000 составляет 0,790 (данные: Программа развития ООН).